# Addi Andersen
Addi Andersen (født Hansen, 29. august 1928 i København) er en tidligere politiker fra Centrum-Demokraterne. Hun var blandt stifterne af partiet i 1973 og sad i Folketinget fra 1986 til 1987 og igen fra 1995 til 1998. Desuden fungerende var hun 16 gange som midlertidig stedfortræder for Erhard Jakobsen og René Brusvang mellem 1983 og 1990. Andersen var også medlem af Helsinge Byråd 1978-1982 og 1990-1994.

## Familie, uddannelse og arbejde
Andersen blev født på Aaboulevardens Fødeklinik og voksede op i Viborggade på Østerbro i København. Hendes forældre var Carl "Skoma'r" Hansen og Erna Hansen. Carl Skoma'r havde været den første danske professionelle fodboldspiller og blev senere fodboldtræner og foredragsholder, og fodbold prægede Andersens barndom idet hun var med når faren rejste rundt i Danmark som turnerende træner.
Andersen gik 7 år i skole og fik så plads på en gård i Ramløse. Fra 1942 til 1944 var hun landvæsenselev og hun blev uddannet til bogholder fra 1945 til 1948. Hun var klinikassistent hos en tandlæge 1950-1955 og arbejdede så i Helsinge Kommune i 37 år fra 1957 til 1994.
Hun blev gift med Sigurd Andersen 25. november 1950, og de var gift i næsten 60 år indtil hans død 5. februar 2010. Andersen bor på en nedlagt gård i Ramløse.

## Politisk karriere
Andersen var med at stifte Centrum-Demokraterne i 1973. Hun var folketingskandidat fra starten i 1973 og indtil 1995, opstillet i Fredensborgkredsen til 1986 og derefter i hele Frederiksborg Amtskreds. Hun opnåede aldrig valg, men blev fast medlem af Folketinget to gange: Første gang 12. september 1986 til 7. september 1987 fordi René Brusvang døde og anden gang 15. oktober 1995 til 11. marts 1998 fordi Erhard Jakobsen nedlagde sit mandat. Derudover var hun midlertidig stedfortræder for Brusvang 3 gange i 1983 og 1984, og for Jakobsen 13 gange mellem 1988 til 1990.
Andersen var med af kommunalbestyrelse i Helsinge Kommune i to valgperioder: fra 1978 til 1982 og fra 1990 til 1994, og også medlem af Frederiksborg Amtsråd fra 1990. Hun stillede op til Europa-Parlamentsvalgene i 1994. og 1999
Hun var medlem af CD's Landsråd 1980 til 1986 og næstformand for CD's landsorganisation 1980 til 1981.

## Fodboldfan
Andersen er inkarneret fodboldfan og ser til 6-8 og nogle gange flere fodboldkampe om ugen. Den store fodboldinteresse i høj alder og hendes berømte far gav anledning til en række interviews og omtaler i adskillige danske medier i 2020 og 2021.